# Mori Wataru
Mori Wataru (japanisch 森 亘; geboren 10. Januar 1926 in Tōkyō; gestorben 1. April 2012) war ein japanischer Pathologe und Wissenschaftsorganisator.

## Leben und Wirken
Mori Wataru machte seinen Studienabschluss an der Universität Tōkyō. 1974 wurde er Professor an seiner Alma Mater, 1985 Präsident der Universität, die ihn als „Meiyo Kyōju“ verabschiedete. 
Mori gelang es, aus der Zirbeldrüse Melatonin zu extrahieren. Er ist weiter bekannt für seine Forschungen zu Leberleiden und Krebs.
Mori war Präsident der „Japanese Association of Medical Sciences“ (日本医学会), der „Japan Association of National Universities, JANU“ (国立大学協会), der „Kokkai tōiten shingikai“ (国会等移転審議会), stellvertretender Vorsitzender der „Außerordentliche Kommission für Hirntod und Organtransplantation“ (臨時脳死及び臓器移植調査会, Rinji nōshi oyobi zōki ishoku chōsakai) und anderen Einrichtungen.
1998 wurde Mori als Person mit besonderen kulturellen Verdiensten geehrt und 2003 mit dem Kulturorden ausgezeichnet. 2002 wurde er als Auswärtiges Ehrenmitglied in die American Academy of Arts and Sciences gewählt.